# Ниас, Мустафа
Мустафа Ниас (фр. Moustapha Niasse; род. 4 ноября 1939, деревня Кеур-Мадиабел, Ниорп-ду-Рип, Каолак, Сенегал) — сенегальский политик, правовед и государственный деятель. В 1983 году, с 3 апреля по 29 апреля, исполнял обязанности премьер-министра страны при президенте Абду Диуфе. В 2000 году президент Сенегала Абдулай Вад назначил Мустафу Ниассе премьер-министром страны, он занимал этот пост с 5 апреля 2000 по 3 марта 2001 года.

## Биография
Мустафа Ниас родился в деревне Кеур-Мадиабел в муниципалитете Ниорп-ду-Рип в областе Каолак на юге Сенегала. Начальную школу окончил в деревне, а среднее образование получил в лицеи Файдерб в городе Сен-Луи в области Каолак. Высшее образование получил в Дакаре в Университете Шейха Анты Дьопа и в Институте политических исследований в Париже.

## Политическая карьера
В 1970 году Мустафа Ниас становится главой президентского штаба при Леопольде Седар Сенгоре, в котором работает до 1979 года. В марте 1979 года он был назначен министром городского планирования, жилищного строительства и окружающей среды и занимает эту должность до сентября 1979 года. С 1979 по 1983 год занимал должность министра иностранных дел. В апреле 1983 года он был назначен премьер-министром страны, до отмены этой должности. В 1993 году он снова был назначен министром иностранных дел и занимает эту должность до 1998 года. В 1998 году генеральный секретарь ООН Кофи Аннан назначил Мустафу Ниассе представителем организации в регионе Великих Африканских озёр, которую он занимал до 1999 года.
В 2000 году Ниас выходит из Социалистической партии Сенегала и образовывает социал-демократическую партию «Альянс сил прогресса». 27 февраля в первом туре президентских выборов он занимает третье место, набрав 16,77 % голосов. Во втором туре поддерживает кандидата от Сенегальской демократической партии Абдулая Вада, который побеждает на выборах и становится новым президентом страны. 5 апреля 2000 года президент Сенегала Абдулай Вад назначает Ниас премьер-министром страны и он занимает этот пост до 3 марта 2001 года.
В 2002 году Генеральный секретарь ООН назначил Мустафу Ниассе представителем организации в Конго, с целью налаживания в стране мирной жизни.
В 2007 году снова участвует на президентских выборах, но занимает лишь четвёртое место, набрав 5,93 % голосов. В 2012 году в третий раз участвует в президентских выборах и в первом туре занимает третье место, набрав 13,20 % голосов. Во втором туре поддержал кандидатуру Маки Саль, который становится новым президентом Сенегала.
30 июля 2012 года был избран председателем Национального собрания Сенегала.